# High Toynton
High Toynton est une paroisse civile et un village du Lincolnshire, en Angleterre.